# Fase lunar

Animació de les fases de la Lluna tal com es veuria des de l'hemisferi nord. L'oscil·lació aparent de la Lluna és deguda a un fenomen que es coneix com a libració, i el canvi de mida aparent es deu a l'excentricitat de l'òrbita lunar.

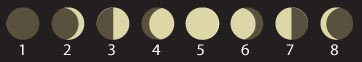
Fases de la Lluna

La fase lunar és un terme astronòmic que designa l'aparença de la porció de la Lluna il·luminada pel Sol tal com és vista per un observador situat a la Terra. Les fases de la Lluna canvien de manera cíclica mentre la Lluna orbita al voltant de la Terra segons la posició relativa dels tres cossos (Terra, Lluna i Sol). La meitat de la superfície lunar que està encarada al Sol sempre està il·luminada, però la porció d'aquest hemisferi il·luminat que és visible per un observador terrestre pot variar des del 100% (lluna plena o pleniluni) fins al 0% (lluna nova o noviluni). Entremig d'aquestes dues fases hi ha el quart minvant, i posteriorment al noviluni la lluna es mostra en quart creixent. El temps transcorregut entre dos novilunis s'anomena mes lunar o mes sinòdic i és de 29,53 dies solars mitjans.
El terminador lunar és la frontera entre els hemisferis il·luminats i no il·luminats. A part d'alguns cràters prop dels pols lunars, totes les parts de la Lluna compten amb més o menys 14,77 dies de llum solar seguits de 14,77 dies de "nit" (no hi ha una "cara fosca" permanent de la Lluna).
Les fases de la Lluna tenen molta relació amb períodes del calendari com la setmana i el mes. Són la base del calendari musulmà. D'altra banda, els planetes també tenen les seves fases; Galileo Galilei va ser el primer a descobrir que Venus presentava fases igual que la Lluna, argument que recolzava la teoria heliocèntrica. Els planetes que tenen òrbites interiors a la terrestre (és a dir, el mateix Venus i Mercuri) són els que presenten les fases més acusades.

## Noms de les fases lunars
Els noms tradicionals en català de les quatre fases lunars són:
1. Lluna nova (astronòmicament noviluni)
2. Lluna creixent o quart creixent[2]
3. Lluna plena o ple de la lluna (astronòmicament pleniluni)
4. Lluna decreixent, quart decreixent, lluna minvant o quart minvant[3]

No obstant hi ha fases intermèdies que no se solen usar normalment. Es llisten a continuació juntament amb els detalls de visibilitat i temps de culminació corresponents:
| Fase                      | Hemisferi nord          | Hemisferi sud           | Visibilitat                  | Temps estàndard de culminació (meitat de la fase) |
| ------------------------- | ----------------------- | ----------------------- | ---------------------------- | ------------------------------------------------- |
| Lluna nova Noviluni       | No visible              | No visible              | Després de la posta de sol   | 12 del migdia                                     |
| Lluna nova visible        | Dreta 1–49% visible     | Esquerra 1–49% visible  | Tarda i vespre-nit           | 3 de la tarda                                     |
| Quart creixent            | Dreta 50% visible       | Esquerra 50% visible    | Tarda i vespre               | 6 de la tarda                                     |
| Lluna gibosa creixent     | Dreta 51–99% visible    | Esquerra 51–99% visible | Vespre i majoria de la nit   | 9 del vespre                                      |
| Lluna plena Pleniluni     | Visible completament    | Visible completament    | Tota la nit                  | Mitjanit                                          |
| Lluna gibosa minvant      | Esquerra 51–99% visible | Dreta 51–99% visible    | Majoria de la nit i matinada | 3 de la matinada                                  |
| Quart minvant             | Esquerra 50% visible    | Dreta 50% visible       | Nit i matí                   | 6 del matí                                        |
| Lluna minvant Lluna vella | Esquerra 1–49% visible  | Dreta 1–49% visible     | Sortida del sol i matí       | 9 del matí                                        |
| Lluna negra               | No visible              | No visible              | Abans de la sortida del sol  | 12 del migdia                                     |

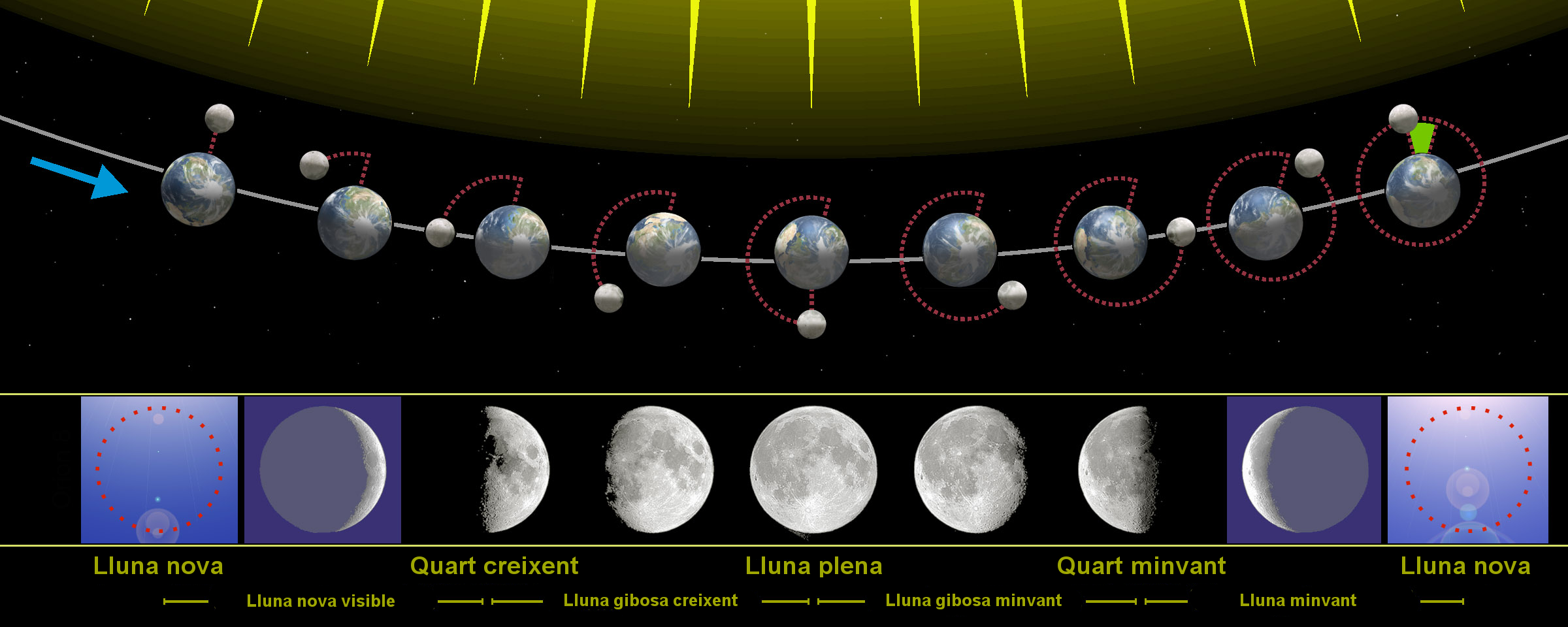
Les fases de la Lluna tal com es veuen mirant en direcció sud des de l'hemisferi nord. Des de l'hemisferi sud es veurien les mateixes fases girades 180°. La part superior del diagrama no està a escala (la Lluna està molt més lluny de la Terra).

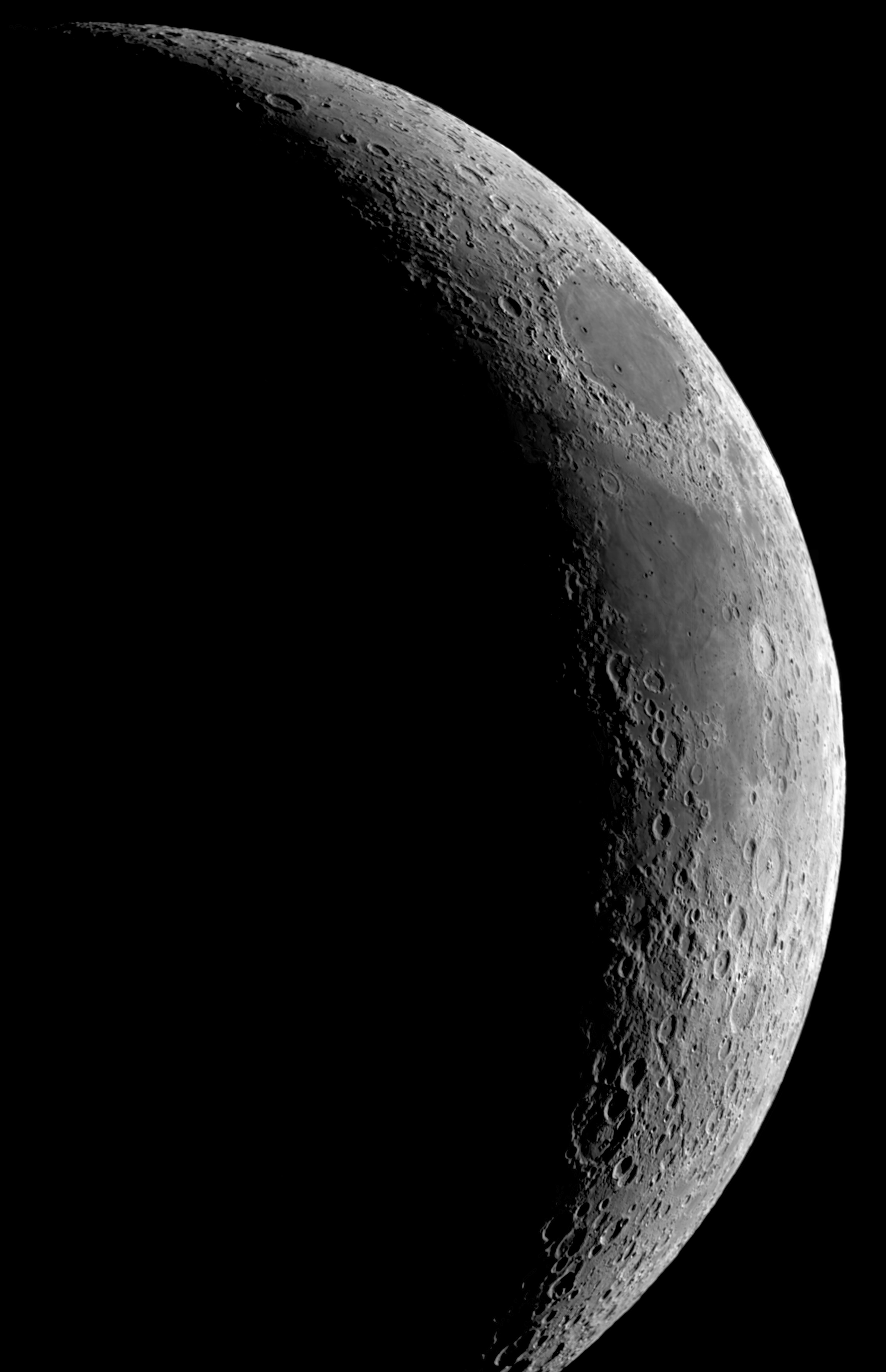
Imatge d'una lluna creixent presa pel telescopi d'MPG/ESO de 2,2 metres a La Silla.

Quan el Sol i la Lluna estan alineats en el mateix costat de la Terra la lluna és nova, i la cara de la Lluna visible des de la Terra no està il·luminada pel Sol. Mentre la Lluna creix (és a dir, la quantitat de superfície il·luminada vista des de la terra incrementa) les fases lunars progressen segons l'ordre de la imatge superior.

## Calendari lunar
El mes mitjà del calendari –el que equival a una dotzena part de l'any– té una durada d'uns 30,44 dies, mentre que el cicle de les fases de la lluna (sinòdic) es repeteix de mitjana cada 29,53 dies. Això fa que la coordinació de les fases de la Lluna respecte als mesos del calendari es desplaci gairebé un dia per cada mes que passa. És per això que hi ha certs dies en el calendari que se salten.